# Clara Espar
Clara Espar (n. 29 septembrie 1994, Barcelona, Catalonia, Spania) este o sportivă ce a reprezentat Spania, medaliată olimpică. A participat la 2 ediții ale Jocurilor Olimpice (2016, 2020) în care a câștigat o medalie de argint.